# Carlos López-Cantera
Pour les articles homonymes, voir Cantera (homonymie).
Carlos López-Cantera, né le 29 décembre 1973 à Madrid (Espagne), est un homme politique américain, membre du Parti républicain. Il est lieutenant-gouverneur de Floride de 2014 à 2019.

## Biographie
Né à Madrid alors que ses parents, sa mère juive et son père catholique cubain, voyagent hors de Floride, il passe son enfance en banlieue de Miami. Il étudie au Miami Dade College duquel il sort diplômé en 1994 puis obtient un baccalauréat universitaire en administration des entreprises et politique de l'université de Miami en 1996.
Élu à la Chambre des représentants de Floride pour le 113e district de 2004 à 2012, après une candidature perdante lors des élections de 2002, Carlos López-Cantera est Property Appraiser du comté de Miami-Dade entre 2012 et 2014.
Nommé par intérim au poste de lieutenant-gouverneur de Floride par le gouverneur Rick Scott en février 2014 à la suite de la démission de Jennifer Carroll en mars 2013, il est élu en titre en novembre suivant. En 2016, il est candidat à l'élection sénatoriale pour succéder à Marco Rubio, candidat aux primaires présidentielles américaines. Il reçoit le soutien du sénateur sortant. Cependant, après le retrait de celui-ci de la course présidentielle, plusieurs dirigeants républicains dont Donald Trump et Mitch McConnell souhaitent voir Rubio se représenter. Quelques jours avant la fin du dépôt des candidatures, López-Cantera pousse également le sénateur à se représenter. Le 22 juin, il met un terme à sa campagne après l'annonce de la candidature de Marco Rubio à un second mandat.